# 张其彬
张其彬（1935年—），生于广东省河源市，1964年毕业于中国人民解放军军事工程学院（现已并入哈尔滨工程大学），中华人民共和国导弹专家、卫星发射专家，曾在两弹结合最后阶段负责地下发射控制。

## 参看
- 两弹一星
- 中国人民解放军军事工程学院